# Репрессии годов Ансэй
Репрессии годов Ансэй (яп. 安政の大獄 ансэй но тайгоку) — политические меры сёгуната Токугава, направленные на подавление антиправительственной оппозиции и инакомыслия в Японии. Длились на протяжении 1858—1859 годов. Названы по девизу правления Ансэй (1854—1859). Тогдашнее название — репрессии года огненного коня (яп. 戊午の大獄).

## История
Инициатором репрессий выступил глава правительства, тайро Ии Наосукэ. Причинами политических чисток были протесты оппозиции против подписания неравноправных договоров с пятью государствами и назначения на должность сёгуна Токугавы Иэмоти. В ходе репрессий пострадало свыше 100 человек, среди которых были лидеры изоляционистского движения «Сонно Дзёи», сторонники Токугавы Ёсинобу, критики сёгуната. Репрессии закончились в 1859 году, а политические преследования — в 1860 году, после гибели Ии Наосукэ во время инцидента у ворот Сакурада.

## Репрессированные
| Смертная казнь                                   | Смертная казнь | Смертная казнь                                      | Смертная казнь                                      |
| ------------------------------------------------ | -------------- | --------------------------------------------------- | --------------------------------------------------- |
| Ёсида Сёин                                       | 吉田松陰       | княжество Тёсю, вассал                              | отрублена голова                                    |
| Хасимото Санай                                   | 橋本左内       | княжество Фукуи, вассал                             | отрублена голова                                    |
| Рай Микисабуро                                   | 頼三樹三郎     | Киото                                               | отрублена голова                                    |
| Адзима Татэваки                                  | 安島帶刀       | княжество Мито, старейшина                          | ритуальное самоубийство                             |
| Угай Китидзаэмон                                 | 鵜飼吉左衛門   | княжество Мито, вассал                              | высшая мера наказания                               |
| Угай Кокити                                      | 鵜飼幸吉       | княжество Мито, вассал                              | высшая мера наказания                               |
| Тинонэ Иёносукэ                                  | 茅根伊豫之介   | княжество Мито, рядовой самурай                     | отрублена голова                                    |
| Умэда Умпин                                      | 梅田雲濱       | княжество Обама, рядовой самурай                    | высшая мера наказания                               |
| Иидзуми Кинай                                    | 飯泉喜内       | княжество Цутиура, рядовой самурай                  | отрублена голова                                    |
| Кусакабэ Исодзи                                  | 日下部伊三治   | княжество Сацума, рядовой самурай                   | высшая мера наказания                               |
| Фудзии Наосукэ                                   | 藤井尚弼       | вассал аристократического рода Саёндзи              | высшая мера наказания                               |
| Синкай                                           | 信海           | буддийский монах                                    | высшая мера наказания                               |
| Кондо Сёсин                                      | 近藤正慎       | буддийский монах                                    | высшая мера наказания                               |
| Накаи Кадзума                                    | 中井数馬       | помощник сёгуна                                     | высшая мера наказания                               |
| Домашний арест. Запрет политической деятельности |                |                                                     |                                                     |
| Токугава Ёсинобу                                 | 一橋慶喜       | будущий сёгун                                       | будущий сёгун                                       |
| Токугава Ёсиацу                                  | 徳川慶篤       | правитель княжества Мито                            | правитель княжества Мито                            |
| Токугава Ёсикацу                                 | 徳川慶勝       | правитель княжества Мито                            | правитель княжества Мито                            |
| Мацудайра Сюнгаку                                | 松平春嶽       | правитель княжества Фукуи                           | правитель княжества Фукуи                           |
| Датэ Мунэнари                                    | 伊達宗城       | правитель княжества Увадзима                        | правитель княжества Увадзима                        |
| Ямаути Ёдо                                       | 山内容堂       | правитель княжества Тоса                            | правитель княжества Тоса                            |
| Хотта Масаёси                                    | 堀田正睦       | правитель княжества Сакура                          | правитель княжества Сакура                          |
| Ота Сукэмото                                     | 太田資始       | правитель княжества Какэгава                        | правитель княжества Какэгава                        |
| Кавадзи Тосиакира                                | 川路聖謨       | заведующий западным двором замка Эдо                | заведующий западным двором замка Эдо                |
| Окубо Тадахиро                                   | 大久保忠寛     | заведующий западным двором замка Эдо                | заведующий западным двором замка Эдо                |
| Накаяма Нобутоми                                 | 中山信宝       | княжество Мито, старейшина                          | княжество Мито, старейшина                          |
| Мацудайра Тадаката                               | 松平忠固       | правитель княжества Уэда                            | правитель княжества Уэда                            |
| Хонго Ясуката                                    | 本郷泰固       | правитель княжества Каванаридзима                   | правитель княжества Каванаридзима                   |
| Токи Ёримунэ                                     | 土岐頼旨       | старший инспектор сёгуната, глава береговой обороны | старший инспектор сёгуната, глава береговой обороны |
| Исико Масахира                                   | 石河政平       | вассал хитобаси Ёсинобу                             | вассал хитобаси Ёсинобу                             |
| Домашний арест. Сложение полномочий              |                |                                                     |                                                     |
| Удоно Кюо                                        | 鵜殿鳩翁       | чиновник Суруги                                     | чиновник Суруги                                     |
| Асано Нагаёси                                    | 浅野長祚       | министр строительства                               | министр строительства                               |
| Лишение титулов и должностей                     |                |                                                     |                                                     |
| Итакура Кацукиё                                  | 板倉勝静       | правитель княжества Биттю-Мацуяма                   | правитель княжества Биттю-Мацуяма                   |
| Хираока Энсиро                                   | 平岡円四郎     | вассал Токугавы Ёсинобу                             | вассал Токугавы Ёсинобу                             |
| Курокава Масатака                                | 黒川雅敬       | вассал Токугавы Ёсинобу                             | вассал Токугавы Ёсинобу                             |
| Сасаки Акинори                                   | 佐々木顕発     | министр финансов                                    | министр финансов                                    |
| Такасу Тэцудзиро                                 | 高須鉄次郎     | министр иностранных дел                             | министр иностранных дел                             |
| Пожизненный домашний арест                       |                |                                                     |                                                     |
| Токугава Нариаки                                 | 徳川斉昭       | правитель княжества Мито                            | правитель княжества Мито                            |
| Ивасэ Таданари                                   | 岩瀬忠震       | министр ремонтных работ                             | министр ремонтных работ                             |
| Нагаи Наомунэ                                    | 永井尚志       | министр военного флота                              | министр военного флота                              |